# Ubaldo Aquino
Ubaldo Aquino Valenzano (né le 2 mai 1958) est un ancien arbitre paraguayen de football. Il fut international de 1994 à 2003. Il arbitra à la coupe du monde 2002 les matchs Allemagne-Arabie saoudite (8-0) et Sénégal-Suède (2-1 ap).

## Carrière
Il a officié dans des compétitions majeures : 
- Coupe du monde de football des moins de 20 ans 1997 (4 matchs)
- Copa Libertadores 1999 (finale retour)
- Copa América 1999 (2 matchs)
- Coupe des confédérations 1999 (3 matchs)
- Copa América 2001 (3 matchs dont la finale)
- Coupe du monde de football de 2002 (2 matchs)